# Романов, Евгений Павлович (физик)
Евге́ний Па́влович Рома́нов (1 июля 1937, Каракол — 30 декабря 2017, Екатеринбург) — советский и российский учёный-металловед, член-корреспондент РАН (1997). Ведущий специалист в области физического материаловедения, физикохимии и технологии композиционных материалов, прецизионной металлургии сплавов, сталей и интерметаллических соединений, выращивания монокристаллов.

## Биография
В 1959 году окончил металлургический факультет Уральского политехнического института и пошёл работать в Институт физики металлов АН СССР. В 1966 году защитил кандидатскую диссертацию «Исследование сплава с дисперсной сверхпроводящей фазой».
В 1986 году ему была предложена должность главного учёного секретаря вновь создаваемого Уральского отделения Академии наук СССР (занимал её до 1998 года). При его непосредственном участии были организованы ряд институтов и научные центры в таких городах Пермь, Оренбург, Ижевск, Сыктывкар и др.
В 1987 году Е. П. Романов стал руководителем отдела прецизионной металлургии и лаборатории интерметаллидов и монокристаллов Института физики металлов УрО АН СССР, в 1990 году защитил докторскую диссертацию «Влияние фазовых превращений на электрофизические свойства сверхпроводящих соединений со структурами типа перовскита А-15 и С-15». 30 мая 1997 года был избран членом-корреспондентом РАН по Отделению физикохимии и технологии неорганических материалов (металловедение).
С 1993 по 2011 год был исполнительным директором Научного Демидовского Фонда.
Скончался 30 декабря 2017 года в Екатеринбурге. Похоронен на Сибирском кладбище.

## Основные работы
- Романов Е. П., Сударева С. В., Попова Е. Н., Криницина Т. П. Низкотемпературные и высокотемпературные сверхпроводники и композиты на их основе. — Екатеринбург: УрО РАН, 2009.

## Награды
- Заслуженный деятель науки Российской Федерации (1996)
- Почётный диплом имени В. Д. Садовского (УрО РАН, 16 июня 2017) — за цикл работ «Фазовые превращения, устойчивость, структура и свойства массивных ВТСП и композиционных сверхпроводников на их основе»
- Почетный доктор Уральского государственного университета (2004)